# NGC 70
NGC 70は、アンドロメダ座の方角にある渦巻銀河である。1855年10月7日にアイルランドの天文学者R・J・ミッチェルが発見した。1897年12月19日にはフランスのギヨーム・ビゴルダンも観測し、「きわめて暗く、非常に小さく、丸く、2つの暗い恒星の間にある」と記載した。

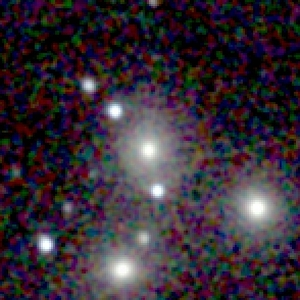
NGC 70の近赤外線画像

NGC 70は、7つか8つの銀河からなり、NGC 70銀河群やVV 166銀河群と呼ばれるコンパクトな銀河群のメンバーである。この銀河群は、NGC 70、NGC 71、NGC 72の3つの比較的明るい銀河とその他4つの暗い銀河が含まれる。NGC 68はこの銀河群に属するように見えるが、視線速度が異なっており、また潮汐による歪みが見られないため、単に視線上にあるだけの無関係の銀河であることが示唆される。NGC 70の写真は、有名な「ステファンの五つ子銀河」に似ており、アマチュア天文家の観測対象として人気がある。